# El cuartito
El cuartito, es el nombre por el que se conoce a una habitación perteneciente a la sociedad bilbaína Kurding Club, también conocida como El Escritorio. Un lugar donde los miembros melómanos del selecto club comenzaron a programar conciertos. Mucho más que una pequeña sala de conciertos, en El Cuartito germinó gran parte del movimiento musical de Bilbao de las siguientes décadas: la Academia Vizcaína de Música, el Conservatorio Vizcaíno de Música, la Sociedad Filarmónica y la Sinfónica de Bilbao.

## Historia
Tres bilbaínos: El violinista Lope Alaña y Errasti, Juan Carlos de Gortazar y Javier Arisqueta, conocidos por "Los apóstoles", son los fundadores de El Cuartito del Kurding Club bilbaíno, levantando las principales estructuras musicales que aun hoy sustentan la actividad musical de Bilbao y Vizcaya y que influyeron, a través de sus músicos, en el panorama musical de la primera mitad del siglo XX en España. El club fue un auténtico hervidero cultural y algunos de sus socios, entre los que se encontraban músicos, pintores y escritores, jugaron un papel fundamental en la creación de las instituciones musicales y artísticas bilbaínas más importantes como fueron: la Sociedad Filarmónica, la Academia de Música Vizcaína (antecedente del Conservatorio), la Orquesta Sinfónica de Bilbao y el Museo de Bellas Artes de Bilbao. Sus paredes, cubiertas con telas pintadas por algunos de sus componentes como Ignacio Zuloaga, Manuel Losada y Anselmo Guinea, fueron testigos de las sesiones de música que se organizaban en las que se interpretaban sonatas, tríos, cuartetos y lecturas a cuatro manos.
El Kurding, era un club de un solo salón. En él se jugaba, se hacía tertulia, pero también se hacía música, infringiendo probablemente el único artículo del reglamento del "Kurding" que decía que el socio podía hacer todo lo que le diera la gana siempre que no molestase al resto de socios. Manuel Losada reflejó aquella "cordial" protesta contra los músicos en el cuadro "Las Walkirias Archivado el 15 de julio de 2014 en Wayback Machine." en el que ante un fondo Wagneriano, aparecen dos socios tocando el piano de espaldas a un airado grupo que levanta los puños amenazadores. Como resultado de aquellas bromas los socios más "musicales" trasladaron el piano a una pequeña habitación que encontraron disponible en el mismo piso. Espontáneamente bautizaron esa habitación, y por extensión al grupo de los que en ella se reunían, con el nombre de "El Cuartito"
Tal importancia llegó a adquirir esta agrupación que sobrevivió al propio "Kurding". Cuando este cerró, tuvo que refugiarse en un rincón del piso que en la misma casa ocupaba la Sociedad Coral, fundada por Cleto Alaña Landa el 22 de junio de 1886. El Kurding pasó posteriormente a la calle Correo y de allí a la de Bidebarrieta, manteniendo el mismo espíritu.
Su periodo más brillante fue el de la calle del Correo. Tal fue la actividad que se organizaron conferencias, lecturas de poesía, hasta con exhibición de sombras chinescas dibujadas por el mismo Manuel Losada y Adolfo Guiard. Pero la música fue siempre la razón de su existencia. 
Aún después de la creación de la Filarmónica, seguían reuniéndose todas las noches en "El Cuartito" los que el gran músico Mathieu Crickboom llamó "Los apóstoles" de la música en España". Se hacía música durante media hora y charlaba después sobre arte en general y sobre todo lo que acontecía en el mundo musical.

## Músicos
No pocos de los grandes artistas que actuaron en la Filarmónica, asistían a las reuniones nocturnas de El Cuartito. Cuando eso ocurría, se colgaba un retrato del artista en un clavo situado junto a la puerta. Al contrario que la Filarmónica, no ha quedado demasiada documentación sobre estas veladas. Sin embargo, por referencias en sus biografías, podemos asegurar que entre los músicos que pudieron pasar por el cuartito encontramos a J. Arisqueta, Crickboom, Alaña, Jesús Guridi, Enrique de Borda y el tenor de la coral Tomás Amann.
También hay que considerar a Cleto de Alaña y Landa (Bilbao 1.865-1.939), primo de Lope de Alaña y Errasti (Bilbao 1.850- 1.926), como un relevante personaje del mundo musical del Bilbao de finales del siglo XIX y principios del xx. Fue violinista y promotor de agrupaciones de corales de dicha época fundando,  el 22 de junio de 1886, el Orfeón Bilbaíno que meses más tarde adoptó el nombre de Sociedad Coral de Bilbao; entidad que perdura, habiendo cumplido su 125.º Aniversario de su fundación, entre las más destacadas a nivel nacional.
Ambos músicos, Lope de Alaña Errasti y Cleto de Alaña Landa, primos y con mucha relación personal y musical entre ellos, recibieron, el 15 de marzo de 2013, el homenaje en su recuerdo del Ayuntamiento de Bilbao colocando un memorial en el Parque de Bilbao con la inscripción: Fundadores de la Sociedad Coral , Sociedad Filarmónica, Conservatorio de Música y Orquesta Sinfónica de Bilbao.